# ベント・ラーセン
ベント・ラーセン（Bent Larsen、1935年3月4日 - 2010年9月9日）は、デンマークのチェスプレーヤー。
コペンハーゲン生まれ。21歳でグランドマスターとなる。1970年代初期にはボビー・フィッシャーと自由主義圏No.1を争うほどの実力者であった。
かつては共産圏以外ではチェスのプロ制度がある国は少なかったが、その時代にあってラーセンはフィッシャーと並ぶ自由主義圏における数少ないプロのチェスプレーヤーとして知られていた。
1970年にベオグラード（当時ユーゴスラビア）で開催されたソ連チーム対世界チーム戦ではラーセンは世界チームの大将となり、ソ連チームの大将であるボリス・スパスキーと戦い、1勝1引き分け1敗だった。4局目は補欠のレオニード・シュタインがスパスキーに代わりラーセンと対局した。なおこの大会でラーセンが負けた2局目はラーセン・オープニングの代表的なゲームとして多くのチェスの書籍で紹介されている。
1973年にはフィリピンのマニラで開催されたトーナメント終了後に日本を訪れ、在日外国人を含む49人と約4時間半かけて同時対局し、45勝3敗１引き分けという好成績を残した。
2010年9月9日、アルゼンチンの首都・ブエノスアイレスにて急逝。75歳没。